# Ante Bajic
Ante Bajic (22 agosto 1995) è un calciatore austriaco, centrocampista del Ried.

## Caratteristiche tecniche
È un esterno destro.

## Carriera
Cresciuto nel settore giovanile dell'Union Gurten, dal 2014 al 2018 gioca in Regionalliga, la terza serie del calcio austriaco, dove realizza 12 gol in 88 partite.
Nel 2018 viene acquistato dal Ried con cui debutta in seconda divisione giocando l'incontro vinto 3-0 contro il Liefering; nella stagione 2019-2020 ottiene la promozione in Bundesliga ed il 22 novembre 2020 gioca il suo primo incontro in massima serie in occasione del match vinto 4-3 contro il Rapid Vienna dove realizza l'assist per la rete decisiva.

## Statistiche
Statistiche aggiornate al 13 agosto 2021.

### Presenze e reti nei club
| Stagione        | Squadra         | Campionato      | Campionato | Campionato | Coppe nazionali | Coppe nazionali | Coppe nazionali | Coppe continentali | Coppe continentali | Coppe continentali | Altre coppe | Altre coppe | Altre coppe | Totale | Totale | Totale |
| Stagione        | Squadra         | Comp            | Pres       | Reti       | Comp            | Pres            | Reti            | Comp               | Pres               | Reti               | Comp        | Pres        | Reti        | Pres   | Reti   |        |
| --------------- | --------------- | --------------- | ---------- | ---------- | --------------- | --------------- | --------------- | ------------------ | ------------------ | ------------------ | ----------- | ----------- | ----------- | ------ | ------ | ------ |
| 2014-2015       | Union Gurten    | RL              | 5          | 0          | CA              | 0               | 0               |                    | -                  | -                  |             | -           | -           | 5      | 0      |        |
| 2015-2016       | Union Gurten    | RL              | 29         | 5          | CA              | 2               | 0               |                    | -                  | -                  |             | -           | -           | 31     | 5      |        |
| 2016-2017       | Union Gurten    | RL              | 30         | 5          | CA              | 1               | 0               |                    | -                  | -                  |             | -           | -           | 31     | 5      |        |
| 2017-2018       | Union Gurten    | RL              | 24         | 2          | CA              | 2               | 0               |                    | -                  | -                  |             | -           | -           | 26     | 2      |        |
| 2018-2019       | Ried            | 1L              | 20         | 9          | CA              | 1               | 0               |                    | -                  | -                  |             | -           | -           | 21     | 9      |        |
| 2019-2020       | Ried            | 1L              | 9          | 1          | CA              | 1               | 0               |                    | -                  | -                  |             | -           | -           | 10     | 1      |        |
| 2020-2021       | Ried            | BL              | 25         | 5          | CA              | 0               | 0               |                    | -                  | -                  |             | -           | -           | 25     | 5      |        |
| 2021-2022       | Ried            | BL              | 3          | 2          | CA              | 1               | 0               |                    | -                  | -                  |             | -           | -           | 4      | 2      |        |
| Totale carriera | Totale carriera | Totale carriera | 145        | 29         |                 | 8               | 0               |                    | -                  | -                  |             | -           | -           | 153    | 29     |        |

## Palmarès

### Club

#### Competizioni nazionali
- 2. Liga: 2

Ried: 2019-2020, 2024-2025